# حصار بطرسبرغ
كانت حملة ريتشموند - بطرسبرغ سلسلة من المعارك التي دارت حول بطرسبرغ في ولاية فرجينيا، من 9 يونيو 1864 إلى 25 مارس 1865، خلال الحرب الأهلية الأمريكية. رغم اشتهارها باسم حصار بطرسبرغ، إلا أنها لم تكن حصارًا عسكريًا كلاسيكيًا، تُحاصَر فيه المدينة عادةً وتُقطع جميع خطوط الإمداد، ولم تقتصر كذلك على تنفيذ عملياتٍ ضد بطرسبرغ. دامت الحملة على مدار تسعة أشهر وتمثلت بحرب خنادق لم يتكلل فيها هجوم قوات الاتحاد بقيادة الفريق يوليسيس إس. غرانت على بطرسبرغ بالنجاح، وشيدوا بعدها خطوط خنادق امتدت في النهاية إلى أكثر من 30 ميلًا (48 كم)، من الضواحي الشرقية لريتشموند بولاية فرجينيا، إلى الضواحي الشرقية والجنوبية لبطرسبرغ. كانت بطرسبرغ مدينة حيوية لإمداد جيش الكونفدرالية الذي يقوده الفريق أول روبرت لي ولإمداد مدينة ريتشموند، عاصمة الولايات الكونفدرالية الأمريكية. أُجريت العديد من الغارات والمعارك في محاولة لقطع خط سكة حديد ريتشموند وبطرسبرغ. أدت العديد من هذه المعارك إلى تمديد خطوط الخنادق.
استسلم لي أخيرًا للضغوط وتخلى عن المدينتين في أبريل 1865، الأمر الذي أسفر عن انسحابه واستسلامه في معركة أبوماتوكس كورت هاوس. مهّد حصار بطرسبرغ لأسلوب حرب الخنادق الذي شاع في الحرب العالمية الأولى، مما أكسبها مكانة بارزة في التاريخ العسكري. أظهرت أيضًا أكبر تجمع لقوات الأمريكيين الأفارقة في الحرب، الذين تكبدوا خسائر فادحة في اشتباكاتٍ مشابهة كمعركة الحفرة ومعركة مزرعة تشافين.

## خلفية تاريخية

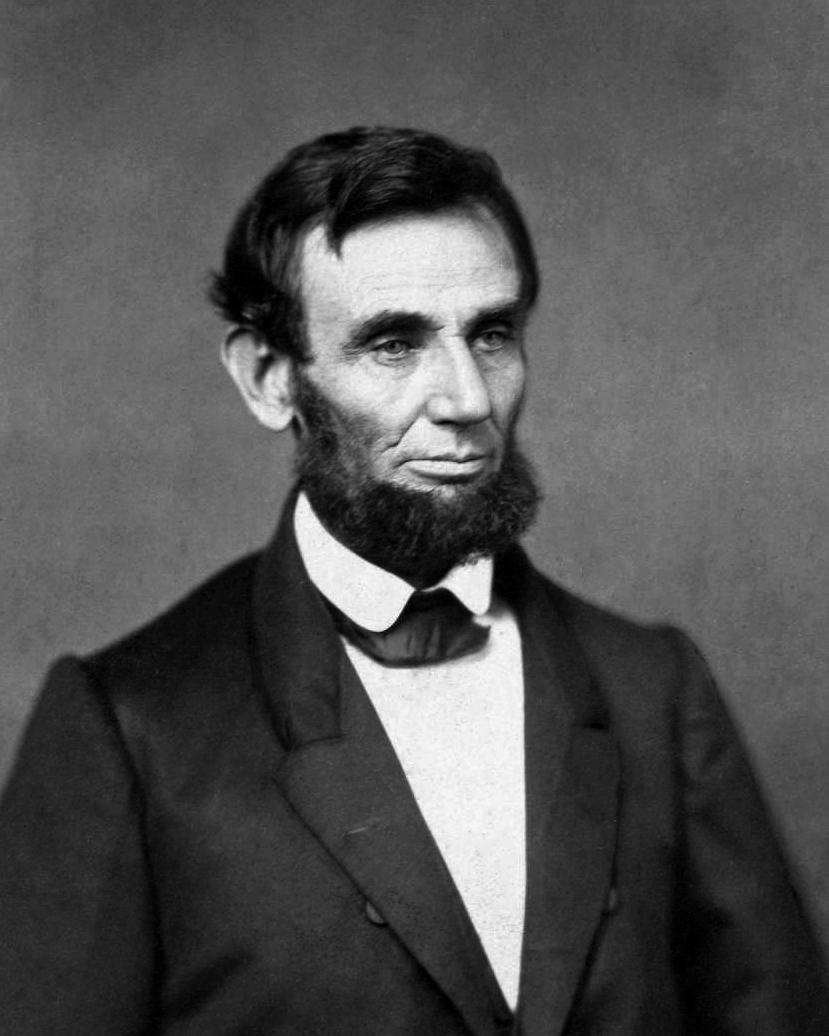
أقدم صورة رئاسية للرئيس لنكولن.

### الوضع العسكري
في مارس 1864، رُفّع يوليسيس إس. غرانت إلى رتبة فريق وتسلم قيادة جيش الاتحاد. وضع إستراتيجية تنسيقية لممارسة الضغط على الولايات الكونفدرالية في كثير من النواحي، وهو أمر حث الرئيس أبراهام لنكولن جنرالاته على فعله منذ بداية الحرب. وضع غرانت اللواء ويليام تي. شيرمان في القيادة المباشرة لجميع القوات في الغرب ونقل مقره [غرانت] ليكون مع جيش بوتوماك (الذي لا يزال تحت قيادة اللواء جورج جي. ميد) في فرجينيا، حيث كان ينوي المناورة على جيش لي لخوض معركة حاسمة؛ كان هدفه الثانوي الاستيلاء على ريتشموند (عاصمة الكونفدرالية)، لكن غرانت كان يعلم أن هذا الهدف سيحدث تلقائيًا بمجرد إنجاز الهدف الأساسي. تطلبت استراتيجيته التنسيقية أن يهاجم هو وميد، لي من الشمال، في حين يتوجه اللواء بنجامين بتلر نحو ريتشموند من الجنوب الشرقي؛ وأن يسيطر اللواء فرانز سيغل على وادي شيناندواه؛ وأن يغزو شيرمان جورجيا ويهزم الجنرال جوزيف إي. جونستون ويستولي على أتلانتا؛ وأن ينفذ العميد جورج كروك وويليام دبليو. أفريل عملياتهما على خطوط الإمداد في شبكة السكك الحديدية التابعة لولاية فرجينيا الغربية؛ وأن يستولي اللواء ناثانيال بي. بانكس على مدينة موبيل في ولاية ألاباما.
فشلت معظم هذه المبادرات، غالبًا بسبب تكليف غرانت بالضباط لأسباب سياسية وليست عسكرية. تعثر جيش نهر جيمس الذي يقوده بتلر أمام قواتٍ أقل شأنًا بقيادة الفريق أول بي. جي. تي. بيوريغارد قبل ريتشموند في حملة منطقة برمودا. هُزم سيغل بالكامل في معركة نيو ماركت في مايو وبعد ذلك بوقت قصير حل اللواء ديفيد هانتر محله. تشتت بانكس بسبب حملة ريد ريفر وأخفق في التحرك إلى موبيل. إلا أن كروك وأفريل تمكنا من قطع آخر خط سكة حديدية يربط بين فرجينيا وتينيسي، وحققت حملة شيرمان في أتلانتا نجاحها، على الرغم من امتدادها طوال الخريف.
في 4 مايو، عبر غرانت وجيش بوتوماك بقيادة ميد نهر رابيدان ودخلا المنطقة المعروفة باسم برية سبوتسيلفانيا، لتبدأ الحملة البرية التي استمرت ستة أسابيع. في معركة ويلدرنس (معركة البرية) الدامية ولكن غير الحاسمة من الناحية التكتيكية (5 – 7) مايو ومعركة سبوتسيلفانيا كورت هاوس (8 – 21 مايو)، فشل غرانت في تدمير جيش لي، لكنه، على عكس سابقيه، لم يتراجع بعد المعارك؛ نقل جيشه على نحو متكرر من جهة اليسار إلى الجنوب الشرقي في حملة أبقت لي في موقف دفاعي واقترب من ريتشموند أكثر من أي وقت سابق. أمضى غرانت ما تبقى من مايو في المناورة والقتال في معارك ثانوية مع جيش الكونفدرالية إذ كان يحاول توجيه جناح جيش لي واستدراجه إلى منطقة مكشوفة. عرف غرانت أن جيشه الأضخم وقاعدته البشرية في الشمال يمكن أن يتحملا حرب استنزاف أكثر مما يمكن أن يتحمله لي والكونفدرالية. اختُبرت هذه النظرية في معركة كولد هاربور (31 مايو – 12 يونيو) عندما تواجه جيش غرانت مرة أخرى مع لي بالقرب من ميكانيكسفيل. اختار الاشتباك مع جيش لي مباشرة، من خلال إصداره أمرًا بشن هجوم أمامي على المواقع الكونفدرالية المحصنة في 3 يونيو. صُد هذا الهجوم بخسائر فادحة. كانت كولد هاربور معركة ندم عليها غرانت أكثر من أي معركة أخرى وكثيرًا ما أشارت إليه الدوريات الشمالية بعد ذلك بصفة «جزار». رغم تكبد غرانت خسائر كبيرة خلال الحملة – نحو 50,000 ضحية، أو 41% - إلا أن لي فقد نسبةً أعلى من رجاله – نحو 32,000، أو 46% - وهي خسائر لا يمكن تعويضها.
في ليلة 12 يونيو، تقدم غرانت مرة أخرى من جانبه الأيسر، وسار متوجهًا إلى نهر جيمس. خطط للعبور إلى ضفة النهر الجنوبية، متجاوزًا ريتشموند، ثم عزلها من خلال الاستيلاء على تقاطع شبكة سكة حديد بطرسبرغ في الجنوب. لمّا كان لي غير مدرك لنوايا غرانت، أنشأ جيش الاتحاد جسرًا عائمًا بطول 2,100 قدم (640 م) وعبر نهر جيمس في 14 – 18 يونيو. كان أكثر ما خشي لي حصوله – أن يجبره غرانت على حصار ريتشموند – على وشك الحدوث. كانت بطرسبورغ، وهي مدينة مزدهرة يبلغ عدد سكانها 18,000 نسمة، مركزًا لإمداد ريتشموند، نظرًا لموقعها الاستراتيجي جنوب ريتشموند مباشرة، وموقعها على نهر أبوماتوكس الذي وفر دخولًا ملاحيًا إلى نهر جيمس، ودورها كمفترق طرق رئيسي وتقاطع لخمسة خطوط سكك حديدية. ولما كانت بطرسبرغ قاعدة الإمداد الرئيسية ومحطة السكك الحديدية للمنطقة بأكملها، بما في ذلك ريتشموند، فكان الاستيلاء على بطرسبورغ من قِبل قوات الاتحاد سيجعل استمرار لي في الدفاع عن ريتشموند (عاصمة الكونفدرالية) أمرًا مستحيلًا. مثّل هذا تغييرًا عن الاستراتيجية التي طُبقت في الحملة البرية السابقة، ففيها كان الهدف الأساسي مواجهة جيش لي وإلحاق الهزيمة به في مكان مفتوح. أما الآن، فقد اختار غرانت هدفًا جغرافيًا وسياسيًا وعرف أن موارده المتفوقة يمكن أن تحاصر لي هناك وتنهيه، ثم تجويعه حتى الخضوع أو استدراجه لخوض معركة حاسمة. اعتقد لي في البداية أن هدف غرانت الرئيسي كان ريتشموند ولم يخصص سوى الحد الأدنى من القوات تحت قيادة الجنرال بي. جي. تي. بيوريغارد للدفاع عن بطرسبرغ.